# Монтеморелос (Монтеморелос, Нови Леон)
Монтеморелос (шп. Montemorelos) насеље је у Мексику у савезној држави Нови Леон у општини Монтеморелос. Насеље се налази на надморској висини од 411 м.

## Становништво
Према подацима из 2010. године у насељу је живело 45108 становника.

### Хронологија
| Година       | 2000                  | 2005                  | 2010                  |
| ------------ | --------------------- | --------------------- | --------------------- |
| Становништво | 37713 (18503 / 19210) | 38122 (18797 / 19325) | 45108 (22144 / 22964) |

### Попис
| \| \| м \| \| \| ж \| \| 0—2 \| 1.130 \| \| \| 1.099 \| \| 3—5 \| 1.225 \| \| \| 1.150 \| \| 6—11 \| 2.367 \| \| \| 2.347 \| \| 12—14 \| 1.240 \| \| \| 1.215 \| \| 15—17 \| 1.230 \| \| \| 1.239 \| \| 18—24 \| 2.739 \| \| \| 2.745 \| \| 60+ \| 2.224 \| \| \| 2.665 \| \| Просек : \| 30,4 \| \| \| 31,4 \| |       |  |  |       |
| |       |  |  |       |
| | м     |  |  | ж     |
| 0—2 | 1.130 |  |  | 1.099 |
| 3—5 | 1.225 |  |  | 1.150 |
| 6—11 | 2.367 |  |  | 2.347 |
| 12—14 | 1.240 |  |  | 1.215 |
| 15—17 | 1.230 |  |  | 1.239 |
| 18—24 | 2.739 |  |  | 2.745 |
| 60+ | 2.224 |  |  | 2.665 |
| Просек : | 30,4  |  |  | 31,4  |

| #   | Индикатор                                                                                        | Вредност |
| --- | ------------------------------------------------------------------------------------------------ | -------- |
| 1   | Становништво од 0 до 2 године                                                                    | 2229     |
| 2   | Мушко становништво од 0 до 2 године                                                              | 1130     |
| 3   | Женско становништво од 0 до 2 године                                                             | 1099     |
| 4   | Становништво са 3 и више година                                                                  | 41893    |
| 5   | Мушко становништво са 3 и више година                                                            | 20520    |
| 6   | Женско становништво са 3 и више година                                                           | 21373    |
| 7   | Становништво са 5 и више година                                                                  | 40295    |
| 8   | Мушко становништво са 5 и више година                                                            | 19706    |
| 9   | Женско становништво са 5 и више година                                                           | 20589    |
| 10  | Становништво са 12 и више година                                                                 | 34804    |
| 11  | Мушко становништво са 12 и више година                                                           | 16928    |
| 12  | Женско становништво са 12 и више година                                                          | 17876    |
| 13  | Становништво са 15 и више година                                                                 | 32349    |
| 14  | Мушко становништво са 15 и више година                                                           | 15688    |
| 15  | Женско становништво са 15 и више година                                                          | 16661    |
| 16  | Становништво са 18 и више година                                                                 | 29880    |
| 17  | Мушко становништво са 18 и више година                                                           | 14458    |
| 18  | Женско становништво са 18 и више година                                                          | 15422    |
| 19  | Становништво од 3 до 5 година                                                                    | 2375     |
| 20  | Мушко становништво од 3 до 5 година                                                              | 1225     |
| 21  | Женско становништво од 3 до 5 година                                                             | 1150     |
| 22  | Становништво од 6 до 11 година                                                                   | 4714     |
| 23  | Мушко становништво од 6 до 11 година                                                             | 2367     |
| 24  | Женско становништво од 6 до 11 година                                                            | 2347     |
| 25  | Становништво од 8 до 14 година                                                                   | 5596     |
| 26  | Мушко становништво од 8 до 14 година                                                             | 2815     |
| 27  | Женско становништво од 8 до 14 година                                                            | 2781     |
| 28  | Становништво од 12 до 14 година                                                                  | 2455     |
| 29  | Мушко становништво од 12 до 14 година                                                            | 1240     |
| 30  | Женско становништво од 12 до 14 година                                                           | 1215     |
| 31  | Становништво од 15 до 17 година                                                                  | 2469     |
| 32  | Мушко становништво од 15 до 17 година                                                            | 1230     |
| 33  | Женско становништво од 15 до 17 година                                                           | 1239     |
| 34  | Становништво од 18 до 24 године                                                                  | 5484     |
| 35  | Мушко становништво од 18 до 24 године                                                            | 2739     |
| 36  | Женско становништво од 18 до 24 године                                                           | 2745     |
| 37  | Женско становништво од 15 до 49 година                                                           | 12011    |
| 38  | Становништво са 60 и више година                                                                 | 4889     |
| 39  | Мушко становништво са 60 и више година                                                           | 2224     |
| 40  | Женско становништво са 60 и више година                                                          | 2665     |
| 41  | Однос између мушкараца и жена                                                                    | 96.43    |
| 42  | Становништво од нуле до 14 година                                                                | 11773    |
| 43  | Становништво од 15 до 64 године                                                                  | 28842    |
| 44  | Становништво од 65 година и више                                                                 | 3507     |
| 45  | Просечан број деце                                                                               | 2.25     |
| 46  | Становништво рођено у ентитету                                                                   | 38144    |
| 47  | Мушко становништво рођено у ентитету                                                             | 18853    |
| 48  | Женско становништво рођено у ентитету                                                            | 19291    |
| 49  | Становништво рођено у другом ентитету                                                            | 5081     |
| 50  | Мушко становништво рођено у другом ентитету                                                      | 2350     |
| 51  | Женско становништво рођено у другом ентитету                                                     | 2731     |
| 52  | Становништво од 5 година и више резидентно у ентитету у јуну 2005. године                        | 37948    |
| 53  | Мушко становништво старосног доба од 5 година и више, резидентно у ентитету у јуну 2005. године  | 18527    |
| 54  | Женско становништво старосног доба од 5 и више година, резидентно у ентитету у јуну 2005. године | 19421    |
| 55  | Становништво од 5 година и више које је живело у другом ентитету у јуну 2005. године             | 1330     |
| 56  | Мушко становништво старије од 5 година које је живело у другом ентитету у јуну 2005. године      | 617      |
| 57  | Женско становништво старије од 5 година које је живело у другом ентитету у јуну 2005. године     | 713      |
| 58  | Становништво од 3 године и више које говори аутохтони језик                                      | 122      |
| 59  | Мушко становништво старо 3 године и више које говори аутохтони језик                             | 72       |
| 60  | Женско становништво старо 3 године и више које говори аутохтони језик                            | 50       |
| 61  | Становништво од 3 године и више које говори аутохтони језик и не говори шпански језик            | 0        |
| 62  | Мушко становништво старо 3 године и више које говори аутохтони језик и не говори шпански         | 0        |
| 63  | Женско становништво старо 3 године и више које говори аутохтони језик и не говори шпански језик  | 0        |
| 64  | Становништво старо 3 године и више које говори аутохтони језик и шпански                         | 59       |
| 65  | Мушко становништво старо 3 године и више које говори аутохтони језик и шпански                   | 31       |
| 66  | Женско становништво старо 3 године и више које говори аутохтони језик и шпански                  | 28       |
| 67  | Становништво од 5 година и више које говори аутохтони језик                                      | 122      |
| 68  | Становништво од 5 година и више које говори аутохтони језик и не говори шпански језик            | 0        |
| 69  | Становништво од 5 година и више које говори аутохтони језик и говори шпански језик               | 59       |
| 70  | Становништво у домородачким домаћинствима                                                        | 269      |
| 71  | Становништво са ограничењима у активностима                                                      | 2068     |
| 72  | Становништво са ограниченим ходањем или кретањем, горе или доле                                  | 1164     |
| 73  | Становници са ограничењима вида, чак и уз кориштење сочива                                       | 608      |
| 74  | Становништво са ограничењима говора, комуникације или конверзације                               | 132      |
| 75  | Становништво са ограниченим слухом                                                               | 149      |
| 76  | Становништво са ограничењима при одевању, купању или јелу                                        | 70       |
| 77  | Становништво са ограничењима у опажању или учењу једноставних ствари                             | 44       |
| 78  | Становништво са менталним ограничењима                                                           | 192      |
| 79  | Становништво без ограничења активности                                                           | 41552    |
| 80  | Становништво од 3 до 5 година које не похађа школу                                               | 1024     |
| 81  | Мушко становништво од 3 до 5 година које не похађа школу                                         | 500      |
| 82  | Женско становништво од 3 до 5 година које не похађа школу                                        | 524      |
| 83  | Становништво од 6 до 11 година које не похађа школу                                              | 95       |
| 84  | Мушко становништво од 6 до 11 година које не похађа школу                                        | 46       |
| 85  | Женско становништво од 6 до 11 година које не похађа школу                                       | 49       |
| 86  | Становништво од 12 до 14 година које не похађа школу                                             | 166      |
| 87  | Мушко становништво од 12 до 14 година које не похађа школу                                       | 92       |
| 88  | Женско становништво од 12 до 14 година које не похађа школу                                      | 74       |
| 89  | Становништво од 15 до 17 година похађа школу                                                     | 1596     |
| 90  | Мушко становништво од 15 до 17 година похађа школу                                               | 777      |
| 91  | Женско становништво између 15 и 17 година живота у школи                                         | 819      |
| 92  | Становништво од 18 до 24 године похађа школу                                                     | 1559     |
| 93  | Мушко становништво од 18 до 24 године похађа школу                                               | 763      |
| 94  | Женско становништво од 18 до 24 године похађа школу                                              | 796      |
| 95  | Становништво од 8 до 14 година које не може да чита и пише                                       | 82       |
| 96  | Мушко становништво старосног доба од 8 до 14 година које не може да чита и пише                  | 51       |
| 97  | Женско становништво старосног доби од 8 до 14 година које не може да чита и пише                 | 31       |
| 98  | Становништво од 15 година и више које је неписмено                                               | 890      |
| 99  | Мушко становништво од 15 година и више које је неписмено                                         | 427      |
| 100 | Женско становништво од 15 година и више које је неписмено                                        | 463      |
| 101 | Становништво старо 15 и више година без школовања                                                | 943      |
| 102 | Мушко становништво старо 15 и више година без школовања                                          | 444      |
| 103 | Женско становништво старо 15 и више година без школовања                                         | 499      |
| 104 | Становништво старосног доба 15 и више година са непотпуним основним образовањем                  | 3729     |
| 105 | Мушко становништво старосног доба од 15 година и више са непотпуном основним образовањем         | 1786     |
| 106 | Женско становништво старосног доба 15 и више година са непотпуном основним образовањем           | 1943     |
| 107 | Становништво старо 15 и више година са комплетним основним образовањем                           | 5210     |
| 108 | Мушко становништво старо 15 година и више са комплетним основним образовањем                     | 2425     |
| 109 | Женско становништво старо 15 и више година са комплетним основним образовањем                    | 2785     |
| 110 | Становништво старосног доба 15 и више година са непотпуним средњим образовањем                   | 1439     |
| 111 | Мушко становништво старосног доба од 15 година и више са непотпуним средњим образовањем          | 782      |
| 112 | Женско становништво старосног доба од 15 година и више са непотпуним средњим образовањем         | 657      |
| 113 | Становништво старо 15 и више година са пуним секундарном образовањем                             | 8213     |
| 114 | Мушко становништво старосног доба од 15 година и више са пуним секундарном образовањем           | 4299     |
| 115 | Женско становништво старосног доба од 15 година и више са пуним секундарном образовањем          | 3914     |
| 116 | Становништво старије од 18 година са постосновним образовањем                                    | 11109    |
| 117 | Мушко становништво старије од 18 година са постосновним образовањем                              | 5214     |
| 118 | Женско становништво старије од 18 година са постосновним образовањем                             | 5895     |
| 119 | Просечна оцена школовања                                                                         | 9.24     |
| 120 | Просечан ниво образовања мушке популације                                                        | 9.23     |
| 121 | Просечан ниво образовања женског становништва                                                    | 9.26     |
| 122 | Економски активно становништво                                                                   | 18430    |
| 123 | Економски активна мушка популација                                                               | 12067    |
| 124 | Економски активна женска популација                                                              | 6363     |
| 125 | Становништво које није економски активно                                                         | 15985    |
| 126 | Мушко становништво које није економски активно                                                   | 4648     |
| 127 | Женско становништво које није економски активно                                                  | 11337    |
| 128 | Запослено становништво                                                                           | 17852    |
| 129 | Запослено мушко становништво                                                                     | 11609    |
| 130 | Запослено женско становништво                                                                    | 6243     |
| 131 | Незапослена популација                                                                           | 578      |
| 132 | Незапослена мушка популација                                                                     | 458      |
| 133 | Незапослена женска популација                                                                    | 120      |
| 134 | Становништво без права на здравствене услуге                                                     | 8431     |
| 135 | Становништво које има право на здравствене услуге                                                | 35394    |
| 136 | Становништво које има право на ИМСС                                                              | 22636    |
| 137 | Становништво које има право на социјално осигурање                                               | 2631     |
| 138 | Становништво које има право на државно социјално осигурање                                       | 679      |
| 139 | Становништво које има право на опште осигурање или здравствено осигурање за нову генерацију      | 5899     |
| 140 | Становништво које је било једном или није било у браку током 12 година и више                    | 11181    |
| 141 | Венчано или уједињено становништво од 12 година и више                                           | 19719    |
| 142 | Становништво које је било у браку или уједињено 12 година и више                                 | 3640     |
| 143 | Становништво са католичком религијом                                                             | 34429    |
| 144 | Протестанти, еванђелисти и библијски следбеници различити од еванђелиста                         | 7534     |
| 145 | Становништво са другим религијама различитим од претходних                                       | 6        |
| 146 | Становништво без религије                                                                        | 1562     |
| 147 | Укупно пописаних домаћинства                                                                     | 12571    |
| 148 | Пописна домаћинства на челу са мушкарцима                                                        | 9707     |
| 149 | Пописна домаћинства на челу са женама                                                            | 2864     |
| 150 | Становништво у пописним домаћинствима                                                            | 44112    |
| 151 | Становништво у пописним домаћинствима на челу са мушкарцима                                      | 35966    |
| 152 | Становништво у пописним домаћинствима на челу са женама                                          | 8146     |
| 153 | Укупно домаћинстава                                                                              | 16331    |
| 154 | Укупно насељених домаћинстава                                                                    | 12893    |
| 155 | Укупно приватних кућа                                                                            | 16009    |
| 156 | Насељени приватни домови                                                                         | 12571    |
| 157 | Укупно насељених приватних кућа                                                                  | 12889    |
| 158 | Ненасељене приватне куће                                                                         | 2610     |
| 159 | Појединачна домаћинства за привремену употребу                                                   | 828      |
| 160 | Становници у насељеним приватним кућама                                                          | 44112    |
| 161 | Насељеност станара у приватним становима                                                         | 3.51     |
| 162 | Просечно становника по соби у приватним насељеним домаћинствима                                  | 0.95     |
| 163 | Појединачна домаћинства са подовима од различитих материјала од земље                            | 12181    |
| 164 | Појединачна домаћинства у приземљу                                                               | 276      |
| 165 | Појединачна домаћинства са једном спаваћом собом                                                 | 4417     |
| 166 | Појединачна домаћинства са две спаваће собе и више                                               | 8043     |
| 167 | Појединачна домаћинства са једним собом                                                          | 638      |
| 168 | Појединачна домаћинства са две собе                                                              | 2295     |
| 169 | Појединачна домаћинства са 3 собе и више                                                         | 9514     |
| 170 | Појединачна домаћинства која имају електрично светло                                             | 12431    |
| 171 | Појединачна домаћинства која немају електрично светло                                            | 44       |
| 172 | Појединачна домаћинства која имају водоводну воду у стамбеном простору                           | 12171    |
| 173 | Појединачна домаћинства која немају водоводну воду у стамбеном простору                          | 285      |
| 174 | Појединачна домаћинства која имају тоалет                                                        | 12064    |
| 175 | Појединачна домаћинства која имају канализацију                                                  | 11622    |
| 176 | Појединачна домаћинства која немају канализацију                                                 | 827      |
| 177 | Појединачна домаћинства која имају електрично светло, довод воде из јавне мреже и канализацију   | 11451    |
| 178 | Појединачна домаћинства без икаквих услова                                                       | 50       |
| 179 | Појединачна домаћинства која имају радио                                                         | 10173    |
| 180 | Појединачна домаћинства која имају телевизор                                                     | 12119    |
| 181 | Појединачна домаћинства која имају фрижидер                                                      | 11883    |
| 182 | Појединачна домаћинства која имају машину за веш                                                 | 10872    |
| 183 | Појединачна домаћинства која имају аутомобил или комби                                           | 8073     |
| 184 | Појединачна домаћинства која имају рачунар                                                       | 4254     |
| 185 | Појединачна домаћинства која имају фиксну телефонску линију                                      | 4990     |
| 186 | Појединачна домаћинства која имају мобилни телефон                                               | 9689     |
| 187 | Појединачна домаћинства која имају приступ интернету                                             | 3191     |
| 188 | Величина локације                                                                                | 9        |